# Pycnogonum aurilineatum
Pycnogonum aurilineatum is een zeespin uit de familie Pycnogonidae. De soort behoort tot het geslacht Pycnogonum. Pycnogonum aurilineatum werd in 1919 voor het eerst wetenschappelijk beschreven door Flynn. 